# Teresa Janasz
Teresa Janasz (ur. 12 sierpnia 1921 w Warszawie, zm. 19 grudnia 2001 we Wrocławiu) – dr hab. nauk prawnych o specjalności historia powszechna państwa i prawa, profesor Uniwersytetu Wrocławskiego. Taterniczka i grotołazka.

## Życiorys
Urodziła się w rodzinie inteligencko-ziemiańskiej jako córka Wacława (1878–1956) i Zofii (1890–1973) z Zaleskich. W Warszawie uczęszczała do szkoły powszechnej i liceum humanistycznego, zdając w maju 1939 roku egzamin dojrzałości. Okres okupacji niemieckiej spędziła w powiecie garwolińskim, najpierw w majątku babki, Zofii Zaleskiej, a po jego skonfiskowaniu przez Niemców – w Gęsiej Wólce. W wiosce tej działała wraz z ojcem Wacławem w Związku Walki Zbrojnej, a następnie w Armii Krajowej. Od września 1944 do października 1945 roku służyła w charakterze telegrafistki w wojsku (3. Samodzielny Pułk Łączności w Lublinie), wkrótce jednak przeszła do sztabu tej jednostki, stacjonującego najpierw we Włochach pod Warszawą, a następnie w Zgierzu. Po przeniesieniu do rezerwy, w stopniu kaprala, jako osadniczka wojskowa otrzymała trzy hektarowe gospodarstwo we wsi Czarne (pow. Jelenia Góra), którego zrzekła się w 1950 roku, przenosząc się na stałe do Wrocławia.
Studia na Wydziale Prawno-Administracyjnym Uniwersytetu Wrocławskiego rozpoczęła jesienią 1946  (była na jednym roku z Franciszkiem Ryszką), a 24 listopada 1950 uzyskała tytuł magistra praw. Podczas studiów i po ich zakończeniu ze względów rodzinnych i materialnych pracowała zawodowo w różnych instytucjach (na Oddziale Farmacji przy ówczesnym Wydziale Lekarskim, w Powiatowym Związku Bojowników o Wolność i Demokrację, Ekspozyturze Rejonowej Centrali Przemysłu Ludowego i Artystycznego oraz w Wydawnictwie Ossolineum). Po zakończeniu studiów jednocześnie uczęszczała na seminarium z prawa międzynarodowego publicznego prowadzone przez prof. Stanisława Huberta. W marcu 1957 roku została zatrudniona w Katedrze Powszechnej Historii Państwa i Prawa.
Początek pracy naukowej to przygotowywanie rozprawy doktorskiej, najpierw na temat Wpływ uczonych i publicystów francuskich XVIII wieku na polskie zagadnienia ustrojowe czasów Oświecenia, następnie opracowała Ustawodawstwo socjalne Francji od XVII wieku do czasów Restauracji i dopiero 29 maja 1964 roku na podstawie rozprawy Praca najemna we Francji w czasach Rewolucji I Cesarstwa (Warunki prawne), której recenzentem był Michał Sczaniecki, uzyskała stopień doktora.
Dziełem jej życia okazała się rozprawa Państwo Francuskie 1940-1944. Ideologia, organizacja, prawo (recenzentami byli Jan Baszkiewicz i Marek Sobolewski), na podstawie której 23 marca 1976 r. otrzymała stopień naukowy doktora habilitowanego i w następnym roku została powołana na stanowisko docenta. Na wiosnę 1991 roku otrzymała tytuł profesora nadzwyczajnego Uniwersytetu Wrocławskiego, gdzie była kierownikiem Zakładu Prawa Rzymskiego. W październiku 1991 roku przeszła na emeryturę, prowadziła jednak dalej seminaria.
Doskonale znała język francuski, dlatego też od początku swej pracy na Wydziale Prawa niemal wyłącznie się interesowała i zajmowała problematyką przemian ustrojowych we Francji (np. Państwo francuskie wobec kwestii żydowskiej (1940-1944), wydana we Wrocławiu w 1968 roku, czy liczne artykuły na łamach „Czasopisma Prawno-Historycznego" dotyczące dziejów ustrojowo-prawnych Francji).
Podczas wydarzeń marcowych w 1968 r. aktywnie poparła studentów. Po 1980 r. czynnie działała też w NSZZ Solidarność, będąc sekretarzem Ośrodka Badań Społeczno-Zawodowych przy Zarządzie Regionu Dolnośląskiego.

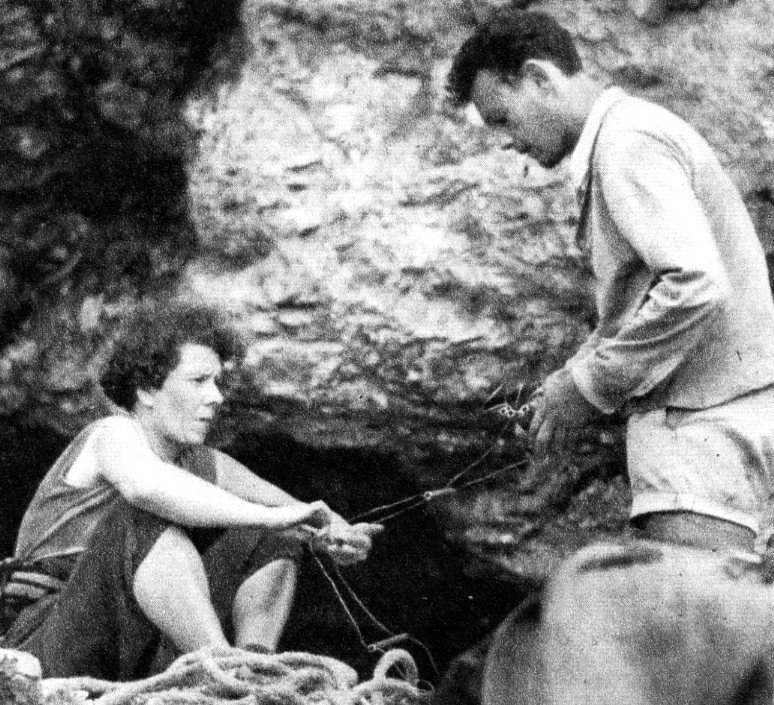
Teresa Janasz i Adam Łuczkiewicz w jaskini, około 1959

Była jednym z najbardziej doświadczonych polskich grotołazów w latach 50. i 60. XX wieku, współzałożycielką Sekcji Grotołazów przy Oddziale Miejskim PTTK we Wrocławiu, później Sekcji Grotołazów Wrocław. Była autorytetem dla licznej grupy grotołazów. Brała udział w wielu wyprawach do jaskiń leżących w polskich Tatrach (Czarnej i Zimnej) oraz we francuskich Wogezach. W 1956 r. ustanowiła światowy kobiecy rekord głębokości w schodzeniu do jaskiń (640 m w jaskini Gouffre Berger w Wogezach we Francji). Działała także przez wiele lat we wrocławskim Klubie Wysokogórskim. Jest autorką francuskojęzycznej monografii o jednej z najbardziej znanych polskich jaskiń – Jaskini Zimnej w Dolinie Kościeliskiej (Monographie de la grotte Zimna).
Zmarła 19 grudnia 2001 roku we Wrocławiu. Została pochowana w grobowcu rodzinnym na cmentarzu Stare Powązki w Warszawie (kwatera 25, rząd 5, miejsce 20,21).

## Członkostwo w organizacjach
Od 1978 roku była członkiem zwyczajnym Wrocławskiego Towarzystwa Naukowego (w latach 1995–1996 wchodziła do Zarządu WTN) oraz Wrocławskiego Towarzystwa Miłośników Historii. Ponadto należała do Zespołu Badawczo-Dokumentacyjnego przy Okręgowej Komisji Badania Zbrodni Hitlerowskich we Wrocławiu. Nawiązała także trwale kontakty naukowe z niektórymi francuskimi instytucjami naukowymi. Była członkiem zwyczajnym Association Henri Capitant des amis de la culture juridique française (od 1979), honorowym członkiem Association Souvenir de la déportation „Nuit et Brouillard", od 1975 roku uczestnicząc systematycznie w dorocznych kongresach tego stowarzyszenia. Współpracowała także z Institut Charles-de-Gaulle w Paryżu oraz byłym Comité d'histoire de la deuxième guerre mondiale w Paryżu i redakcją „Revue d'histoire de la deuxième guerre mondiale" gdzie opublikowała wiele recenzji polskich książek poświęconych historii II wojny światowej.

## Odznaczenia
- Medal Zwycięstwa i Wolności 1945,
- Medal za Odrę, Nysę, Bałtyk,
- Odznaka Grunwaldzka,
- Złoty Krzyż Zasługi,
- Krzyż Kawalerski Orderu Odrodzenia Polski.